# Felix Schnyder
Felix Schnyder (* 5. März 1910 in Burgdorf; † 8. November 1992 in Zürich) war ein Schweizer Jurist, Diplomat und Hochkommissar der Vereinten Nationen für Flüchtlinge.

## Leben
Der Sohn des Ingenieurs Max Schnyder und Zwillingsbruder des Schweizer Filmregisseurs Franz Schnyder studierte Rechtswissenschaften, erlangte das Anwaltspatent und war in der schweizerischen Privatindustrie tätig. 1940 trat er in den schweizerischen diplomatischen Dienst ein und arbeitete für das Eidgenössische Politische Departement als Attaché und Gesandtschaftssekretär zweiter und erster Klasse. 1947 wurde er erster Mitarbeiter und später als Legationsrat Geschäftsträger ad interim der Eidgenössischen Gesandtschaft in Moskau.
Anfang 1949 kehrte er nach Bern zurück und wurde im gleichen Jahr als Nachfolger von François de Diesbach Leiter der schweizerischen Delegation in Berlin. In den folgenden Jahren war Schnyder Erster Gesandtschaftsrat an der Schweizerischen Gesandtschaft in Washington, D.C., Gesandter in Israel und ab 1958 ständiger Schweizer Beobachter bei den Vereinten Nationen. Schnyder wurde in den Exekutivausschuss der UNICEF berufen und war 1960 dessen Vorsitzender. Von 1960 bis 1965 war er Hochkommissar der Vereinten Nationen für Flüchtlinge.

## Wirken
Als Hochkommissar der Vereinten Nationen für Flüchtlinge war Schnyder unter anderem für die Repatriierung der Algerienflüchtlinge aus Tunesien und Marokko zuständig, das erste von zahlreichen grossen UNHCR Rückführungs- und Reintegrationsprojekten. Er sicherte auch die Unterstützung der Generalversammlung für die zunehmende Beanspruchung der Guten Dienste des UNHCR als Intermediäre zwischen Regierungen bei globalen Flüchtlingskrisen, speziell bei Flüchtlingen aus Ruanda in der Region der Grossen Seen. Er half bei der Ausweitung der UNHCR Aktivitäten in Afrika und bei der internationalen Anerkennung des globalen Charakters des Flüchtlingsproblems, wo er eine wichtige Rolle beim Initiationsprozess spielte, der zur Ratifizierung des 1967er Protokolls führte.